# Cetirizine
Cetirizine, được bán dưới tên biệt dược Zyrtec và các biệt dược khác, là thuốc kháng histamine thế hệ thứ hai được sử dụng để điều trị viêm mũi dị ứng (sốt cỏ khô), viêm da và nổi mề đay. Nó được uống qua miệng. Hiệu ứng thường bắt đầu trong vòng một giờ và kéo dài trong khoảng một ngày. Mức độ lợi ích tương tự như các thuốc kháng histamine khác như diphenhydramine.
Các tác dụng phụ thường gặp bao gồm buồn ngủ, khô miệng, đau đầu và đau bụng. Mức độ buồn ngủ xảy ra thường ít hơn so với thuốc kháng histamine thế hệ thứ nhất. Tác dụng phụ nghiêm trọng có thể bao gồm gây hấn và phù mạch. Sử dụng trong thai kỳ có vẻ an toàn, nhưng không nên sử dụng trong thời gian cho con bú. Thuốc hoạt động bằng cách ngăn chặn thụ thể histamine H1, chủ yếu ở bên ngoài não.
Thuốc này đã được cấp bằng sáng chế vào năm 1981 và được đưa vào sử dụng y tế vào năm 1987. Nó có sẵn như là một loại thuốc gốc. Nguồn cung cấp thuốc này một tháng tại Vương quốc Anh tiêu tốn của NHS khoảng 0,70 bảng Anh vào năm 2019. Tại Hoa Kỳ, chi phí bán buôn của số thuốc này là khoảng 2,50 đô la Mỹ. Năm 2016, đây là loại thuốc được kê đơn nhiều thứ 74 tại Hoa Kỳ, với hơn 10 triệu đơn thuốc.

## Sử dụng trong y tế

### Dị ứng
Chỉ định chính của Cetirizine là viêm mũi dị ứng và các dị ứng khác. Bởi vì các triệu chứng ngứa và đỏ trong những tình trạng này là do histamine tác động lên thụ thể H1, ngăn chặn các thụ thể H1 tạm thời làm giảm các triệu chứng đó.
Cetirizine cũng thường được kê đơn để điều trị mề đay mãn tính cấp tính và trong một số ca nhất định, hiệu quả hơn bất kỳ loại thuốc kháng histamine thế hệ thứ hai nào khác.